# Jimmy Deaton
Jimmy Deaton, né le 31 mai 1963, est un coureur cycliste américain spécialiste de VTT cross-country et de VTT de descente. 
Il est admis au Mountain Bike Hall of Fame en 1993.

## Biographie
Jimmy Deaton commence à courir des courses de cross-country VTT en 1981. Sa première course est la descente de Whiskey Town à Redding en Californie. En 1983 et 1984, il gagne la Repack Race.  Je ne me suis spécialisé dans la descente qu'en 1990. Avant 1990, il pratique toutes les disciplines du VTT, jusqu'à l'année 1990, où il se spécialise en descente.
Il a principalement brillé lors des compétitions de VTT avant que celles-ci ne soient reconnues officiellement par l'UCI. En 1988, il est sacré officieusement champion du monde de descente.
En 1992, lors des mondiaux de VTT organisés par l'UCI au Canada, il est médaillé d'argent de la descente derrière son compatriote Dave Cullinan. 

## Palmarès

### Championnats du monde
- Mammoth Mountain 1988 (officieux)
  -  Champion du monde de descente
- Bromont 1992
  -  Médaillé d'argent de la descente

### Coupe du monde
- Coupe du monde de descente
  - 1993 : un podium à  Vail